# Coppa dell'Imperatore 2011 (pallavolo)
La Coppa dell'Imperatore 2011 si è svolta dal 14 al 18 dicembre 2011: al torneo hanno partecipato 24 squadre di club giapponesi e la vittoria finale è andata per la seconda volta ai Panasonic Panthers.

## Regolamento
La competizione prevede che vi prendano parte 24 squadre, che si affrontano in gara secca per tutto il corso del torneo, dal primo turno alla finale. I club provenienti dalla V.Premier League scendono in campo solo da secondo turno.

## Partecipanti
| - Aichi Gakuin Daigaku - Amagasaki Shiritsu - Chikushidai - Ehime Kenritsu Matsuyama - FC Tokyo - Hanshin Delfino - JTEKT Stings - JT Thunders | - Kawasaki Red Spirits - Kokusai Budo Daigaku - Morita Seisakusho - Nagano Nihon - Nagasaki Kenritsu Ōmura - Oita Weisse Adler - Panasonic Panthers - Sakai Blazers | - Sendai Daigaku - Suntory Sunbirds - Tōa Daigaku - Tōkai Daigaku - Tōkai Sapporo Daigaku - Toray Arrows - Toyoda Trefuerza - Tsukuba Daigaku |

## Torneo

### Primo turno
| 14 dicembre 2011 Tokyo Metropolitan Gymnasium, Tokyo Durata: ? - Spettatori: ? | Nagasaki Kenritsu Ōmura | 3 - 1 | Hanshin Delfino          | 25-20, 19-25, 25-23, 25-16       |
| 14 dicembre 2011 Tokyo Metropolitan Gymnasium, Tokyo Durata: ? - Spettatori: ? | Tōkai Sapporo Daigaku   | 0 - 3 | JTEKT Stings             | 21-25, 22-25, 18-25              |
| 14 dicembre 2011 Tokyo Metropolitan Gymnasium, Tokyo Durata: ? - Spettatori: ? | Aichi Gakuin Daigaku    | 1 - 3 | Morita Seisakusho        | 35-37, 23-25, 25-16, 25-22, 9-15 |
| 14 dicembre 2011 Tokyo Metropolitan Gymnasium, Tokyo Durata: ? - Spettatori: ? | Tōkai Daigaku           | 3 - 0 | Chikushidai              | 25-15, 25-18, 25-19              |
| 14 dicembre 2011 Tokyo Metropolitan Gymnasium, Tokyo Durata: ? - Spettatori: ? | Kokusai Budo Daigaku    | 3 - 0 | Nagano Nihon             | 25-13, 25-10, 25-15              |
| 14 dicembre 2011 Tokyo Metropolitan Gymnasium, Tokyo Durata: ? - Spettatori: ? | Sendai Daigaku          | 0 - 3 | Kawasaki Red Spirits     | 22-25, 17-25, 22-25              |
| 14 dicembre 2011 Tokyo Metropolitan Gymnasium, Tokyo Durata: ? - Spettatori: ? | Tōa Daigaku             | 3 - 0 | Ehime Kenritsu Matsuyama | 25-19, 25-20, 25-20              |
| 14 dicembre 2011 Tokyo Metropolitan Gymnasium, Tokyo Durata: ? - Spettatori: ? | Tsukuba Daigaku         | 3 - 1 | Amagasaki Shiritsu       | 29-27, 25-13, 25-18              |

### Secondo turno
| 15 dicembre 2011 Tokyo Metropolitan Gymnasium, Tokyo Durata: ? - Spettatori: ? | Sakai Blazers      | 3 - 0 | Nagasaki Kenritsu Ōmura | 25-19, 25-14, 25-9         |
| 15 dicembre 2011 Tokyo Metropolitan Gymnasium, Tokyo Durata: ? - Spettatori: ? | Oita Weisse Adler  | 1 - 3 | JTEKT Stings            | 23-25, 25-22, 16-25, 21-25 |
| 15 dicembre 2011 Tokyo Metropolitan Gymnasium, Tokyo Durata: ? - Spettatori: ? | JT Thunders        | 3 - 0 | Morita Seisakusho       | 25-22, 25-18, 25-19        |
| 15 dicembre 2011 Tokyo Metropolitan Gymnasium, Tokyo Durata: ? - Spettatori: ? | Panasonic Panthers | 3 - 0 | Tōkai Daigaku           | 25-20, 25-18, 26-24        |
| 15 dicembre 2011 Tokyo Metropolitan Gymnasium, Tokyo Durata: ? - Spettatori: ? | Toray Arrows       | 3 - 0 | Kokusai Budo Daigaku    | 27-25, 25-17, 25-22        |
| 15 dicembre 2011 Tokyo Metropolitan Gymnasium, Tokyo Durata: ? - Spettatori: ? | Toyoda Trefuerza   | 3 - 1 | Kawasaki Red Spirits    | 25-15, 25-20, 23-25, 25-20 |
| 15 dicembre 2011 Tokyo Metropolitan Gymnasium, Tokyo Durata: ? - Spettatori: ? | FC Tokyo           | 3 - 0 | Tōa Daigaku             | 25-15, 25-15, 25-17        |
| 15 dicembre 2011 Tokyo Metropolitan Gymnasium, Tokyo Durata: ? - Spettatori: ? | Suntory Sunbirds   | 3 - 0 | Tsukuba Daigaku         | 25-20, 31-29, 25-21        |

### Quarti di finale
| 16 dicembre 2011 Tokyo Metropolitan Gymnasium, Tokyo Durata: ? - Spettatori: ? | Sakai Blazers | 3 - 0 | JTEKT Stings       | 25-22, 25-20, 25-17              |
| 16 dicembre 2011 Tokyo Metropolitan Gymnasium, Tokyo Durata: ? - Spettatori: ? | JT Thunders   | 2 - 3 | Panasonic Panthers | 25-22, 23-25, 25-20, 16-25, 7-15 |
| 16 dicembre 2011 Tokyo Metropolitan Gymnasium, Tokyo Durata: ? - Spettatori: ? | Toray Arrows  | 3 - 1 | Toyoda Trefuerza   | 17-25, 25-23, 25-20, 25-17       |
| 16 dicembre 2011 Tokyo Metropolitan Gymnasium, Tokyo Durata: ? - Spettatori: ? | FC Tokyo      | 3 - 0 | Suntory Sunbirds   | 25-21, 25-22, 26-24              |

### Semifinali
| 17 dicembre 2011 Tokyo Metropolitan Gymnasium, Tokyo Durata: ? - Spettatori: ? | Sakai Blazers | 2 - 3 | Panasonic Panthers | 21-25, 25-16, 25-27, 25-20, 12-15 |
| 17 dicembre 2011 Tokyo Metropolitan Gymnasium, Tokyo Durata: ? - Spettatori: ? | Toray Arrows  | 2 - 3 | FC Tokyo           | 27-29, 25-20, 15-25, 25-23, 15-17 |

### Finale
| 18 dicembre 2011 - ore 12.00 Tokyo Metropolitan Gymnasium, Tokyo Durata: ? - Spettatori: ? | Panasonic Panthers | 3 - 1 | FC Tokyo | 25-18, 25-16, 23-25, 25-19 |